# AGM-154 JSOW

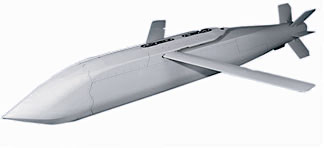
AGM-154 JSOW

AGM-154 JSOW (JSOW: Joint Standoff Weapon) là loại vũ khí chính xác được phóng từ cự ly an toàn. Chúng có thể phóng ở khoảng cách từ 22 km đến 135 km, do đó làm tăng độ an toàn cho máy bay. Nó là loại vũ khí có thể sử dụng trong mọi điều kiện địa hình, thời tiết, dùng để tiêu diệt các mục tiêu trong đất liền và trên biển. JSOW sử dụng hệ dẫn quán tính INS kết hợp với hệ thống định vị vệ tinh toàn cầu GPS phát hiện mục tiêu từ xa (70 – 80 km), sau đó thả nhiều quả quanh mục tiêu. Nó cũng có xác suất tiêu diệt mục tiêu cao JDAM nhưng nó có hiệu quả hơn trong việc tấn công các mục tiêu di động, tầm hoạt động của nó cũng lớn hơn rất nhiều nên nó là loại vũ khí hiện đại và có hiệu quả nhất trong việc tấn công các mục tiêu như xe tăng, xe bọc thép, tàu chiến...

## Đặc tính kỹ thuật
- Chiều dài: 4,1 m
- chiều rộng: 330 mm
- Khối lượng: từ 483 kg đến 681 kg
- Sải cánh: 2,69 m
- Dẫn hướng: GPS/INS
- Tầm: 
  - Phóng ở tầm thấp: 22 km
  - Phóng ở tầm cao: 135 km
- Các loại đầu đạn được trang bị: 
  - BLU-97 - kết hoạp với các bom chùm (có ở mẫu JSOW A)
  - BLU-108 - Vũ khí ngòi xen sơ (có ở JSOW B - hiện nay nó đã ngừng)
  - BROACH (có ở JSOW C)
- Trị giá: 
  - AGM-154A: 148.000 đô la
  - AGM-154C: 198.000 đô la
- Các máy bay có khả năng phóng:
  - Hải quân: F/A-18C/D, F/A-18E/F, F-35C
  - Không quân: F-16 Block 40/50, B-1B, B-2A, B-52H, F-15E, F-35A

## Các trang liên kết ngoài
- AGM-154 Joint Standoff Weapon - GlobalSecurity.org
- Raytheon: Joint Stand Off Weapon Lưu trữ ngày 3 tháng 6 năm 2004 tại Wayback Machine
- Raytheon (Texas Instruments) AGM-154 JSOW - Designation Systems